# Per Ramhorn
Per Håkan Ramhorn, född 3 november 1967 i Fosie församling i Malmö, är en svensk politiker (sverigedemokrat), som var riksdagsledamot mellan 2010 och 2022.
Ramhorn valdes in i riksdagen i valet 2010 och var riksdagsledamot för valkretsarna Örebro län (2010–2014), Kronobergs län (2014–2018) och Malmö kommun (2018–2022). Han var Sverigedemokraternas vice gruppledare i riksdagen 2014–2019, och ledamot i socialutskottet 2010–2022. Han var också Sverigedemokraternas äldrepolitiske talesman.
Ramhorn var under en kort period 2010 kommunalråd i Malmö kommun efter att det tidigare sverigedemokratiska kommunalrådet Sten Andersson avlidit. Han var ledamot av Malmö kommunfullmäktige från valet 2006 till 2016. Han har tidigare arbetat som vårdare inom äldreomsorgen.